# هيروند (مغوية)
هیروند (بالفارسية: هیروند) هي قرية تقع في إيران في الناحية المركزية. يقدر عدد سكانها بـ 141 نسمة .